# Ted Haworth
Ted Haworth, conosciuto anche come Edward Haworth o Edward S. Haworth (Cleveland, 26 settembre 1917 – Sundance, 18 febbraio 1993), è stato uno scenografo statunitense.
Vinse l'Oscar alla migliore scenografia nel 1958 (condiviso con Robert Priestley) per Sayonara. Ottenne altre cinque volte la candidatura ai Premi Oscar nella stessa categoria: 1956, 1960, 1961, 1963 e 1965.

## Filmografia parziale
- L'altro uomo (Strangers on a Train), regia di Alfred Hitchcock (1951)
- Marty - Vita di un timido (Marty), regia di Delbert Mann (1955)
- Il kentuckiano (The Kentuckian), regia di Burt Lancaster (1955)
- La notte dello scapolo (The Bachelor Party), regia di Delbert Mann (1957)
- Sayonara, regia di Joshua Logan (1957)
- A qualcuno piace caldo (Some Like It Hot), regia di Billy Wilder (1959)
- Pepe, regia di George Sidney (1960)
- Chi era quella signora? (Who Was That Lady?), regia di George Sidney (1960)
- Il giorno più lungo (The Longest Day), regia di Ken Annakin, Andrew Marton, Bernhard Wicki, Darryl F. Zanuck (1962)
- La signora e i suoi mariti (What a Way to Go!), regia di J. Lee Thompson (1964)
- I professionisti (The Professionals), regia di Richard Brooks (1966)
- Lettera al Kremlino (The Kremlin Letter), regia di John Huston (1970)
- Getaway! (The Getaway), regia di Sam Peckinpah (1972)
- Claudine, regia di John Berry (1974)
- Harry e Tonto (Harry and Tonto), regia di Paul Mazursky (1974)
- I giorni impuri dello straniero (The Sailor Who Fell from Grace with the Sea), regia di Lewis John Carlino (1976)
- La croce di ferro (Cross of Iron), regia di Sam Peckinpah (1977)
- Linea di sangue (Bloodline), regia di Terence Young (1979)